# Mihaela Ciolacu
Mihaela Ciolacu (12 agosto 1998) è una calciatrice rumena, centrocampista dell'U Olimpia Cluj e della nazionale rumena.
Legata al club di Cluj-Napoca per tutta l'ultima parte della carriera, all'estate 2022 ha conquistato sette titoli di Campione di Romania e quattro coppe nazionali, disputando inoltre nove stagioni di UEFA Women's Champions League consecutive.

## Carriera

### Club
Appassionata di sport fin dalla prima infanzia, Ciolacu pratica la lotta libera, poi l'atletica leggera per breve periodo per concentrarsi sul calcio dall'età di 7 anni. Inizia la carriera nel Brașov, giocando nella squadra giovanile maschile, decisione presa perché a quel tempo non esisteva un club che avesse una squadra femminile e perché non era a conoscenza che in Romania esistesse un movimento di calcio femminile.
La prima esperienza in una squadra interamente femminile è nell'U Olimpia Cluj, club con sede a Cluj-Napoca, giocando per le sue formazioni giovanili venendo poi aggregata, dall'estate 2014, alla prima squadra che disputa la Superliga, l'allora denominazione del massimo livello del campionato rumeno di categoria. Vestendo la maglia della sua squadra condivide con le compagne, oltre a quattro Coppe di Romania, il dominio assoluto del campionato per otto stagioni consecutive pur conquistando solo sette titoli dato che il campionato 2019-2020 viene interrotto senza assegnarlo causa le restrizioni per la COVID-19. Questi risultati le consentono di debuttare in UEFA Women's Champions League dall'edizione 2014-2015 e di disputare le otto edisione successive consecutive, maturando, al 21 agosto 2022, 28 presenze e siglando 3 reti, la prima alle maltesi del Birkirkara nel turno di preliminare di qualificazione dell'edizione 2018-2019, incontro vinto dalle rumene con il risultato di 6-1.

## Palmarès

### Club
- Campionato rumeno: 7

Olimpia Cluj: 2014-2015, 2015-2016, 2016-2017, 2017-2018, 2018-2019, 2020-2021, 2021-2022
- Coppa della Romania femminile: 4

Olimpia Cluj: 2014-2015, 2016-2017, 2020-2021, 2021-2022